# ایزابل فیلاردیس
ایزابل کریستینا تئودورو فیلاردیس (زاده ۳ اوت ۱۹۷۳ در ریودوژانیرو، برزیل) بازیگر و مدل برزیلی است.
فیلاردیس کار خود را به عنوان یک مدل در ۱۱ سالگی آغاز کرد و در ۱۵ سالگی یک مدل حرفه ای شد. دو سال بعد، به اصرار آژانس تبلیغاتی خود، فورد مدلز، در سریال Renascer که توسط شبکه رده گلوبو پخش می‌شد به عنوان بازیگر حضور پیدا کرد. او به عنوان یکی از سه عضو در گروه دخترانه Sublimes شرکت کرد که در دهه ۱۹۹۰ موفقیتی گذرا داشت. در نوامبر ۱۹۹۶، او برهنه برای مجله پلی بوی عکس گرفت.
فیلاردیس در حال حاضر مجرد است، اما قبلاً با مهندس خولیو سزار سانتوس ازدواج کرده و مادر آنالوز است. فیلاردیس پسر دومش جمال انوار را باردار بود و دو ماه پس از تولد کودک متوجه شد که او ناقل سندرم وست است، نوعی صرع که رشد ذهن را تغییر می‌دهد.
در سال ۲۰۰۳، او سازمان غیردولتی Donate Your Junk را تأسیس کرد که بر حوزه اجتماعی و محیطی متمرکز بود. در ۲۸ دسامبر ۲۰۱۳، این بازیگر سومین پسر خود را به نام کالل به دنیا آورد.

## فیلم‌شناسی

### تلویزیون
| سال     | عنوان                 | نقش                               | یادداشت                           |
| ------- | --------------------- | --------------------------------- | --------------------------------- |
| ۱۹۹۳    | Renascer              | ریتا د کاسیا (ریتینها)            |                                   |
| ۱۹۹۴    | پاتریا مینه           | یونه ریبیرو                       |                                   |
| ۱۹۹۵    | یک پروکسیما ویتیما    | روزانجلا مورائس                   |                                   |
| ۱۹۹۵–۹۷ | Globo Ciência         | مجری                              |                                   |
| ۱۹۹۶    | ای فیم دو موندو       | مارالوا                           |                                   |
| ۱۹۹۷    | یک ایندومادا          | Inês de Mendonça e Albuquerque    |                                   |
| ۱۹۹۷    | تصمیم بگیرید          | ماری                              | قسمت: "Enrascada"                 |
| ۱۹۹۸    | کورپو دورادو          | نومیا                             |                                   |
| ۱۹۹۸    | تصمیم بگیرید          | ادیت                              | قسمت: "Das Duas Uma"              |
| ۱۹۹۹    | تصمیم بگیرید          | مارگارت                           | قسمت: "Na Passarela do Samba"     |
| ۱۹۹۹    | Força de um Desejo    | لوزیا                             |                                   |
| ۲۰۰۰    | Garotas do Programa   | شخصیت‌های مختلف                    |                                   |
| ۲۰۰۲    | یک پادروئیرا          | کلاریس دوس آنجوس                  | قسمت‌ها: "۱۱ ژانویه - ۲۳ فوریه"    |
| ۲۰۰۴    | Começar de Novo       | اوریدیک                           |                                   |
| ۲۰۰۵    | A Lua Me Disse        | ویولتا دا ماتا دانتاس             |                                   |
| ۲۰۰۶    | لینها دیرتا           | قربانی                            | قسمت: "O Bandido da Luz Vermelha" |
| ۲۰۰۷    | ست پکادو              | فاطمه                             |                                   |
| ۲۰۰۸    | مالهسائو              | Rita de Cássia Dutra Berguer Rios | فصل ۱۵                            |
| ۲۰۱۱    | Insensato Coração     | ماریس                             | قسمت: "۱۹ آگوست ۲۰۱۱"             |
| ۲۰۱۱    | فینا استامپا          | درا. مونیکا راموس                 |                                   |
| ۲۰۱۲    | Amor Eterno Amor      | ماریا                             | قسمت: "۷ سپتامبر ۲۰۱۲"            |
| ۲۰۱۸    | رقص برزیل             | شرکت کننده                        | فصل ۳                             |
| ۲۰۲۱    | روایت آفرینش در انجیل | امانیشاختو                        |                                   |
| ۲۰۲۲    | خواننده نقابدار برزیل | آباکسی                            | فصل 2                             |

### فیلم
| سال  | عنوان                                    | نقش               | یادداشت         |
| ---- | ---------------------------------------- | ----------------- | --------------- |
| ۱۹۹۷ | ای هوم نو                                | مارالوا           |                 |
| ۱۹۹۷ | ناوالها و کارنه                          |                   |                 |
| ۱۹۹۹ | اورفئو                                   | میرا              |                 |
| ۲۰۰۶ | آلابه اورشلیم                            | دوست عیسی شماره ۲ | مستقیم به ویدیو |
| ۲۰۰۹ | فلوردلیس - باستا اوما پالاورا پارا مودار | جوآنا             |                 |